# Dragon Ball Z: Budokai Tenkaichi 2
Dragon Ball Z: Budokai Tenkaichi 2 conosciuto in Giappone con il nome di Dragon Ball Z Sparking! Neo (ドラゴンボールＺスパーキング!ネオ?, Doragon Bōru Z Supakingu! Neo), è un videogioco della serie Dragon Ball prodotto da Namco Bandai e Atari nel 2006, sequel di Dragon Ball Z: Budokai Tenkaichi.

## Innovazioni
Secondo capitolo della trilogia Budokai Tenkaichi, il gioco apporta delle innovazioni rispetto al prequel che ne migliorano la giocabilità durante gli scontri e inserisce battaglie inedite nella modalità Storia (qui chiamata Avventura del drago): da segnalare anche la possibilità di compiere trasformazioni (nelle quali è inclusa la fusione) e una battaglia a squadre, simile a quella di classici picchiaduro come Tekken 5, con un massimo di 5 elementi selezionabili per parte. Gli scenari di gioco ricalcano le mappe del precedente titolo aggiungendovi una landa ghiacciata, l'isola della Kame House, le versioni devastate della Terra e del pianeta Namek.
La versione per Wii include invece 6 nuovi personaggi e uno scenario da sbloccare nella modalità Battaglia Suprema.

## Modalità di gioco
Il gioco presenta le seguenti modalità, riprese dal capitolo precedente.
- Avventura del drago[3]: corrispondente al Portale Z del prequel[1], contiene battaglie inedite mantenendo però lo stesso funzionamento per quanto attiene agli scontri. 
  - Saga dei Saiyan
  - L'albero del potere
  - Lord Slug
  - Battaglia finale
  - Saga di Freezer
  - La stella di Makyo
  - La vendetta di Cooler
  - Il ritorno di Cooler
  - La storia di Trunks
  - Saga degli Androidi
  - Super Androide 13
  - Il leggendario Super Saiyan
  - L'ultimo guerriero del futuro
  - La venuta di Bojack
  - Saga di Majin Buu
  - Broly: il ritorno
  - La rinascita della fusione
  - L'ira del drago
  - Baby il vendicatore
  - L'ultimo androide
  - Il drago diabolico
  - Fratelli
  - Bellissima perfidia
  - I rivali infiniti
- Battaglia Suprema:
  - Selezione circuito
  - Record battaglie
- Torneo del drago:
  - Torneo mondiale
  - Gran torneo mondiale
  - Gioco di Cell
- Duello: oltre agli scontri singoli, sono disponibili tag-team (2 contro 2) e battaglie in squadra (fino a 5 personaggi).
  - Giocatore 1 vs. computer
  - Giocatore 1 vs. giocatore 2
  - Computer vs. computer
- Allenamento:
  - Addestramento
  - Pratica
- Evoluzione Z:
  - Collezione oggetti Z
  - Elenco oggetti Z
  - Fusione oggetti Z
- Negozio oggetti:
  - Acquisto oggetti Z
  - Vendita oggetti Z
- Centrale dati:
  - Immissione password
  - Catalogo guerrieri
- Illustrazione personaggi

## Personaggi giocabili
- Goku [ - ; Super Saiyan; Super Saiyan 2; Super Saiyan 3; Vegeth; Super Vegeth; Super Gogeta]
- Gohan bambino
- Gohan ragazzo [ Super Saiyan; Super Saiyan 2]
- Gohan [ Super Saiyan; Super Saiyan 2; Gt. Saiyaman]
- Gohan Supremo
- Piccolo
- Crilin
- Yamcha
- Tenshinhan
- Jiaozi
- Vegeta [ Super Saiyan ; Super Vegeta ]
- Vegeta 2ª trasform. [ Super Saiyan ; Super Saiyan 2 ; Vegeth ; Super Vegeth ; Super Gogeta ]
- Trunks (spada) [ Super Saiyan ]
- Trunks [ Super Saiyan ; Super Trunks ]
- Goten [ Super Saiyan ; Gotenks [ Super Saiyan ; Super Saiyan 3 ] ]
- Trunks bambino [ Super Saiyan ; Gotenks [ Super Saiyan ; Super Saiyan 3 ] ]
- Vegeta 2ª trasform. [ Majin ]
- Mr. Satan
- Videl [ - ; Gt. Saiyaman 2 ]
- Kaiohshin [ - ; Kibitoshin ]
- Bardak [ - ; Grande Scimmia (Bardak) ]
- Radish [ Grande Scimmia (Radish) ]
- Saibaiman
- Nappa [ Grande Scimmia (Nappa) ]
- Vegeta (Scouter) [ Grande Scimmia (Vegeta) ]
- Cui
- Dodoria
- Zarbon [ Dopo la trasformazione ]
- Guldo
- Rekoom
- Burter
- Jeeth
- Capitano Ginew
- Freezer [ 1ª trasformazione; 2ª trasformazione; 3ª trasformazione; Corpo perfetto; Massima potenza ]
- Mecha Freezer
- Dr. Gelo
- Androide N° 19
- Androide N° 18
- Androide N° 17
- Androide N °16
- Cell [ 1ª trasformazione; 2ª trasformazione; Forma perfetta; Cell Perfetto ]
- Cell Jr.
- Darbula il Signore degli Inferi
- Majin Bu
- Majin Bu (pura malvagità)
- Super Bu [ - ; Dopo assorbimento con Gotenks; Gohan assorbito ]
- Kid Bu
- Garlic Jr. [ Super Garlic Jr. ]
- Tarles [ Grande Scimmia (Tarles) ]
- Slag [ Gigante ]
- Sauzer
- Cooler [ Corpo perfetto ]
- Meta Cooler
- Androide N° 13 [ Fusion ]
- Broly [ - ; Super Saiyan; Super Saiyan leggendario ]
- Zangya
- Bojack [ - , Massima potenza ]
- Janenba [ - , Corpo perfetto ]
- Hildegarn
- Tapion
- Pai Ku Han
- Yajirobei
- Taobaibai
- Goku [ Super Saiyan 4; Gogeta [ Super Saiyan 4 ] ]
- Vegeta 2ª trasform. [ Super Saiyan 4 ; Gogeta [ Super Saiyan 4 ] ]
- Pan
- Ub [ - ; Majub ]
- Baby Vegeta [ - ; Super Baby 1; Super Baby 2; Grande Scimmia (Baby) ]
- Super N° 17
- Syn Shenron [ Super Ishinlon ]
- Goku bambino [ Grande Scimmia ]
- Maestro Muten [ Massima Potenza ]
- Nonno Gohan
- Macchina di Pilaf [ Forma combinata ][4]
- Piccolo il Signore degli Inferi[4]
- Cyborg Tao[4]
- Appule[4]
- Soldato di Freezer[4]

## Doppiaggio
| Personaggio                                 | Doppiatore giapponese       | Doppiatore americano            |
| ------------------------------------------- | --------------------------- | ------------------------------- |
| Ub                                          | Atsushi Kisaichi            | Sean Teague                     |
| Majub                                       | Atsushi Kisaichi            | Sean Teague                     |
| Broly                                       | Bin Shimada                 | Vic Mignogna                    |
| Taobaibai                                   | Chikao Ōtsuka               | Kent Williams                   |
| Mr. Satan                                   | Daisuke Gōri                | Chris Rager                     |
| Stregone del Toro                           | Daisuke Gōri                | Kyle Hebert                     |
| Syn Shenron                                 | Hidekatsu Shibata           | Christopher Sabat               |
| Capitano Ginew                              | Hideyuki Hori               | Brice Armstrong                 |
| Androide Nº 16                              | Hikaru Midorikawa           | Jeremy Inman                    |
| Pai Ku Han                                  | Hikaru Midorikawa           | Kyle Hebert                     |
| Tapion                                      | Hiro Yuuki                  | Chris Patton                    |
| Dende                                       | Hiro Yuuki                  | Laura Bailey                    |
| Jiaozi                                      | Hiroko Emori                | Monika Antonelli                |
| Bulma                                       | Hiromi Tsuru                | Tiffany Volmer                  |
| Bra                                         | Hiromi Tsuru                | Brina Palencia                  |
| Maestro Muten                               | Hiroshi Masuoka             | Mike McFarland                  |
| Tenshinhan                                  | Hirotaka Suzuoki            | John Burgmeier                  |
| Presentatore Torneo Mondiale                | Hirotaka Suzuoki            | Eric Vale                       |
| Cell Jr.                                    | Hirotaka Suzuoki            | Justin Cook                     |
| Presentatore Grande Torneo di Arti Marziali | Hisao Egawa                 | Christopher Sabat               |
| Soldato di Freezer 2                        | Hisao Egawa                 | Chris Rager                     |
| Karin                                       | Ichiro Nagai                | Christopher Sabat               |
| Vecchio Kaioh                               | Isamu Tanonaka              | Kent Williams                   |
| Re Kaioh                                    | Jyoji Yanami                | Sean Schemmel                   |
| Babidy                                      | Jyoji Yanami                | Bill Townsley                   |
| Narratore                                   | Jyoji Yanami                | Kyle Hebert                     |
| Baba                                        | Jyunpei Yanami              | Linda Young                     |
| Polunga                                     | Jyunpei Yanami              | Christopher Sabat               |
| Jeeth                                       | Kazumi Tanaka               | Christopher Sabat               |
| Shenron                                     | Kenji Utsumi                | Christopher Sabat               |
| Rekoom                                      | Kenji Utsumi                | Christopher Sabat               |
| Dr. Gelo                                    | Koji Yada                   | Kent Williams                   |
| Majin Bu                                    | Kozo Shioya                 | Josh Martin                     |
| Kib Bu                                      | Kozo Shioya                 | Josh Martin                     |
| Super Bu                                    | Kozo Shioya                 | Justin Cook                     |
| Super Bu (Dopo assorbimento con Gotenks)    | Kozo Shioya                 | Justin Cook                     |
| Super Bu (Gohan assorbito)                  | Kozo Shioya                 | Justin Cook                     |
| Guldo                                       | Kozo Shioya                 | Bill Townsley                   |
| Goku                                        | Masako Nozawa               | Sean Schemmel                   |
| Goku bambino                                | Masako Nozawa               | Stephanie Nadolny               |
| Gohan bambino                               | Masako Nozawa               | Stephanie Nadolny               |
| Gohan ragazzo                               | Masako Nozawa               | Stephanie Nadolny               |
| Gohan adolescente                           | Masako Nozawa               | Kyle Hebert                     |
| Gohan Supremo                               | Masako Nozawa               | Kyle Hebert                     |
| Great Saiyaman                              | Masako Nozawa               | Kyle Hebert                     |
| Goten                                       | Masako Nozawa               | Kara Edwards                    |
| Bardak                                      | Masako Nozawa               | Sonny Strait                    |
| Tarles                                      | Masako Nozawa               | Jason Liebrecht                 |
| Gogeta                                      | Masako Nozawa Ryo Horikawa  | Christopher Sabat Sean Schemmel |
| Vegeth                                      | Masako Nozawa Ryo Horikawa  | Christopher Sabat Sean Schemmel |
| Gotenks                                     | Masako Nozawa Takeshi Kusao | Kara Edwards Laura Bailey       |
| Crilin                                      | Mayumi Tanaka               | Sonny Strait                    |
| Yajirobei                                   | Mayumi Tanaka               | Mike McFarland                  |
| Androide Nº 18                              | Miki Ito                    | Meredith McCoy                  |
| Androide Nº 13                              | Moriya Endo                 | Chuck Huber                     |
| Cui                                         | Naoki Imamura               | Bill Townsley                   |
| Soldato di Freezer 1                        | Naoki Imamura               | John Burgmeier                  |
| Chichi                                      | Naoko Watanabe              | Cynthia Cranz                   |
| Pual                                        | Naoko Watanabe              | Brina Palencia                  |
| Cell                                        | Norio Wakamoto              | Daemon Clarke                   |
| Nonno Gohan                                 | Osamu Saka                  | Christopher Sabat               |
| Vegeta                                      | Ryo Horikawa                | Christopher Sabat               |
| Majin Vegeta                                | Ryo Horikawa                | Christopher Sabat               |
| Fantasma                                    | Ryoichi Tanaka              | Brina Palencia                  |
| Freezer                                     | Ryusei Nakao                | Linda Young                     |
| Cooler                                      | Ryusei Nakao                | Andy Chandler                   |
| Darbula il Signore degli Inferi             | Ryuzaburo Otomo             | Rick Robertson                  |
| Radish                                      | Shigeru Chiba               | Justin Cook                     |
| Garlic Jr.                                  | Shigeru Chiba               | Chuck Huber                     |
| Macchina di Pilaf                           | Shigeru Chiba               | Chuck Huber                     |
| Forma combinata Macchina di Pilaf           | Shigeru Chiba               | Chuck Huber                     |
| Forma combinata Macchina di Pilaf           | Eiko Yamada                 | Colleen Clinkenbeard            |
| Forma combinata Macchina di Pilaf           | Tessyo Genda                | Chris Cason                     |
| Androide Nº 17                              | Shigeru Nakahara            | Chuck Huber                     |
| Super Nº 17                                 | Shigeru Nakahara            | Chuck Huber                     |
| Hildegarn                                   | Shin Aomori                 | Jason Liebrecht                 |
| Zarbon                                      | Syo Hayami                  | Christopher Sabat               |
| Sauzer                                      | Syo Hayami                  | Christopher Sabat               |
| Nappa                                       | Syozo Izuka                 | Phil Parsons                    |
| Piccolo il Signore degli Inferi             | Takeshi Aono                | Christopher Sabat               |
| Trunks                                      | Takeshi Kusao               | Eric Vale                       |
| Trunks bambino                              | Takeshi Kusao               | Laura Bailey                    |
| Bojack                                      | Tessyo Genda                | Bob Carter                      |
| Janenba                                     | Tessyo Genda                | Jim Foronda                     |
| Zangya                                      | Tomoko Maruo                | Colleen Clinkenbeard            |
| Yamcha                                      | Toru Furuya                 | Christopher Sabat               |
| Piccolo                                     | Toshio Furukawa             | Christopher Sabat               |
| Grande Scimmia                              | Yasuhiko Kawazu             | Shane Ray                       |
| Appule                                      | Yuji Machi                  | Kent Williams                   |
| Kaiohshin                                   | Yuji Mitsuya                | Kent Williams                   |
| Kibitoshin                                  |                             | Kent Williams                   |
| Burter                                      | Yukimasa Kishino            | Christopher Sabat               |
| Commentatore                                | Yukimasa Kishino            | James T. Fields                 |
| Androide Nº 19                              | Yukitoshi Hori              | Phillip Wilburn                 |
| Dodoria                                     | Yukitoshi Hori              | Chris Forbis                    |
| Videl                                       | Yuko Minaguchi              | Kara Edwards                    |
| Pan                                         | Yuko Minaguchi              | Elise Baughman                  |
| Baby                                        | Yusuke Numata               | Mike McFarland                  |
| Saibaiman                                   | Yusuke Numata               | John Burgmeier                  |
| Slag                                        | Yusaku Yara                 | Brice Armstrong                 |

## Colonna sonora
| Per il gioco sono state create 34 tracce sonore. La composizione è stata affidata a Kenji Yamamoto. 1. Open Wings ("Ali Aperte") 2:18 2. Arcadia Village ("Paese dell'Arcadia") 1:18 3. Ancient Mystery ("Antico Mistero") 2:04 4. Cheerful Night ("Notte Allegra") 2:01 5. Dance to the Tower ("Danza per la Torre") 2:21 6. Capture The Dragon ("Cattura il Drago") 2:15 7. Awake ("Risveglio") 2:07 8. Let the Power Reigns ("Lascia che la Potenza Domini") 2:26 9. Lonesome Wild ("Selvaggio Solitario") 2:11 10. Gatebreaker ("Intruso") 1:52 11. So, Happy ("Così Felice") 1:55 12. Jungle ("Giungla") 2:16 13. Stroll of Electricity ("Giro di Elettricità") 1:51 14. King's Uneasiness ("Re della Scomodità") 2:02 15. Electric Gravity ("Gravità Elettrica") 2:15 16. The Maze of Mind ("Labirinto della Mente") 2:04 17. Morning Dew ("Rugiada del Mattino") 1:55 18. Decisive Battle ("Battaglia Decisiva") 1:42 19. Mind Space ("Spazio Mentale") 2:13 20. Crisis ("Crisi") 2:04 21. Granulated Oblivion ("Oblio Granulato") 2:22 22. Stand After Confusion ("In Piedi Dopo la Confusione") 2:30 23. Battalion Unchained ("Liberare il Battaglione") 2:44 24. Fly High ("Volo Alto") 2:19 25. Belief Of Steel ("Fede d'Acciaio") 2:28 26. Lost Courage ("Coraggio Smarrito") 2:14 27. Go Ahead ("Andare Avanti") 2:08 28. Little Light ("Piccola Luce") 2:02 29. Sky is in Our Hands ("Il Cielo è nelle Tue Mani") 2:27 30. Power Rush ("Potenza d'Impeto") 1:47 31. Break Through ("Attraverso la Breccia") 2:00 32. Heavy Gear ("Congegno Pesante") 2:14 33. Escape to Freedom ("Fuga Verso la Libertà") 2:38 34. Dark Half ("Metà Oscura") 1:54 |

## Accoglienza
| Testata                          | Versione | Giudizio |
| -------------------------------- | -------- | -------- |
| Metacritic (media al 31-01-2024) | PS2      | 73/100   |
| Metacritic (media al 31-01-2024) | Wii      | 72/100   |
| EGM                              | Wii      | 6.83/10  |
| Eurogamer                        | PS2      | 6/10     |
| Game Informer                    | Wii      | 6/10     |
| Game Revolution                  | PS2      | C        |
| GamePro                          | Wii      | [ 11 ]   |
| GameSpot                         | Tutte    | 6.5/10   |
| GameSpy                          | PS2      | [ 13 ]   |
| GameSpy                          | Wii      | [ 14 ]   |
| GameTrailers                     | Wii      | 8/10     |
| GameZone                         | PS2      | 8.1/10   |
| GameZone                         | Wii      | 8.2/10   |
| IGN                              | PS2      | 8.3/10   |
| IGN                              | Wii      | 8.3/10   |
| Nintendo Power                   | Wii      | 7.5/10   |
| PSM                              | PS2      | 7/10     |

Budokai Tenkaichi 2 ha ricevuto un'accoglienza "altalenante" su entrambe le piattaforme stando a Metacritic. La versione PS2 ha ricevuto il premio 'Picchiaduro dell'anno' da X-Play. Mark Bozon della IGN ha riferito che "la scarna velocità e la complessità dei controlli possono stancare qualche giocatore, ma in generale il combattimento si ridurrà a solo due tasti, rendendo il gioco assai facile da imparare, ma quasi impossibile da padroneggiare appieno." Nintendo Power ha dato alla versione Wii un punteggio 10 per "i fan di Dragon Ball Z", e 5.5 per "tutti gli altri", quindi una media di 7.5 su 10.